# فابيو أوتشوا ريستريبو
فابيو أوتشوا ريستريبو (بالإسبانية: Fabio Ochoa Restrepo)‏، (1923-2002) المعروف أيضا باسم دون فابيو. صاحب مزرعة، ورجل أعمال، وبطريرك لعائلة جريمة كولومبية سيئة السمعة المرتبطة بكارتيل ميديلين للمخدرات التي يديرها المهرب الشهير بابلو إسكوبار.